# هويهويتيوتل

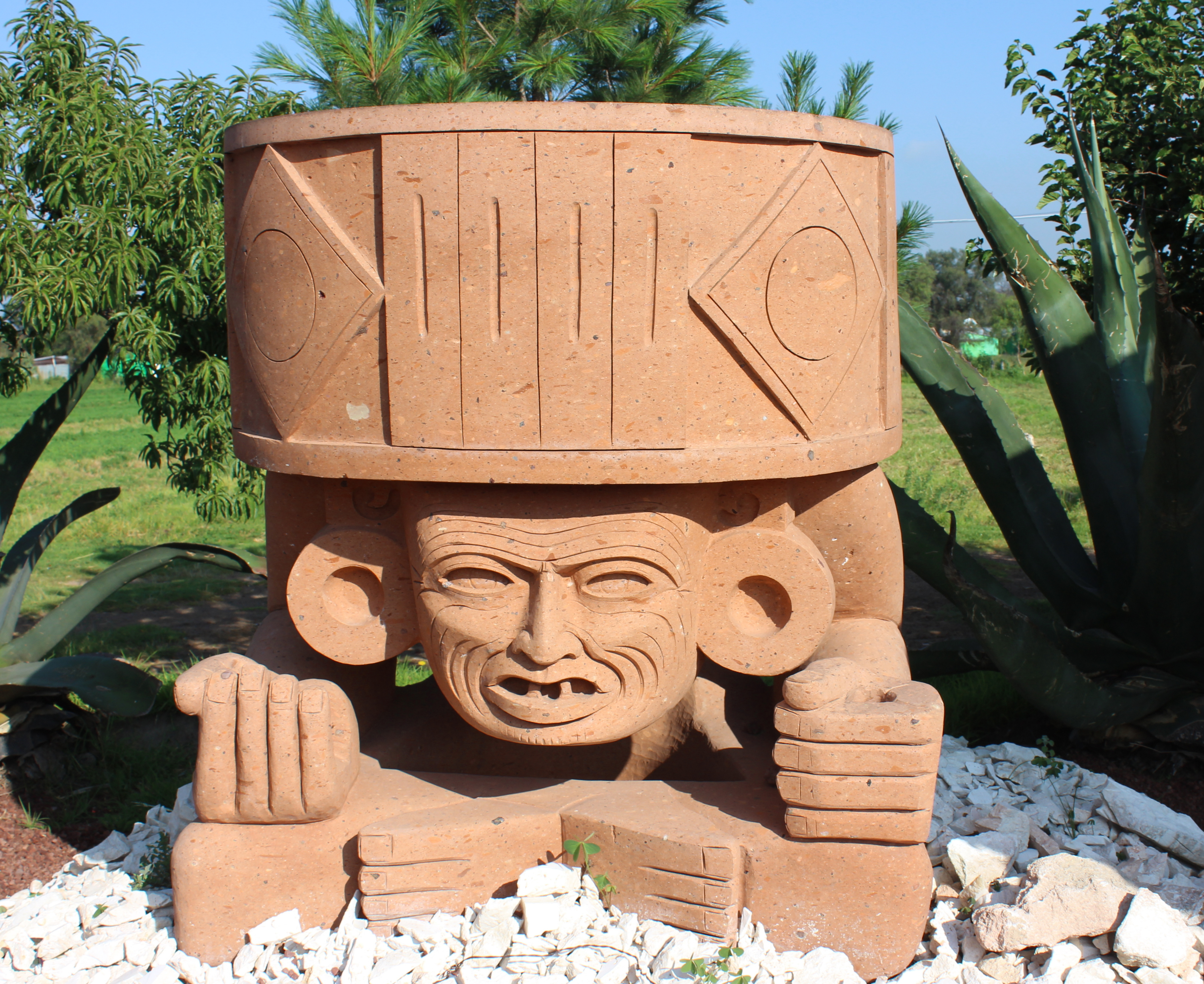
هويهويتيوتل، إله النار في تيوتيهواكان.

هويهويتيوتل (بلغة الناواتل: huēhueh-teōtl)، بمعنى الإله العجوز، هو الاسم الذي يُعرف به إله النار بشكل عام في حضارة المايا في وسط أمريكا. كانت عبادته واحدة من أقدم العبادات في وسط أمريكا، كما تشهد له الدمى المتواجدة في تلك المواقع القديمة كالتي في مونتي ألبان وكويكويلكو. وكان يرتبط بالتقويم حال وجوده إلهًا للشمس. وكان ثعبان النار ثيوتيكودلي بمثابة النوال لإله النار، والذي وفقًا للدين الشعبي في وسط أمريكا، يُطلق على الإنسان الذي لديه القدرة على التحول إما جسديًا أو روحيًا إلى شكل حيوان، والأكثر شيوعًا في هذه الحالة هو يغور، أسد الجبال، بغل، طائر، كلب أو وعوع. ويُعد الصليب ذو الاتجاهات الأربعة للكون أو كوينكونكس واحدًا من رموزه التي تنشأ من مكان إقامته في مركز الكون.
هوي هوي تيوتل معنى الكلمة "الرب القديم"، وهو رب النار. وله اسم بديل في أساطير الأزتيك وهو زيوتيكوهتلي.

## المظهر
كان يتم تصوير هويهويتيوتل كرجل عجوز ذي ملامح مجعدة، ملتحي وبلا أسنان ومنحني. وهو جالسًا يظهر هويهويتيوتل وهو يرتدي مجمرة كبيرة على ظهره، وفي أحيان أخرى، كانت المجمرة ذاتها هي نفسها التي تُمثل الإله.